# Catay

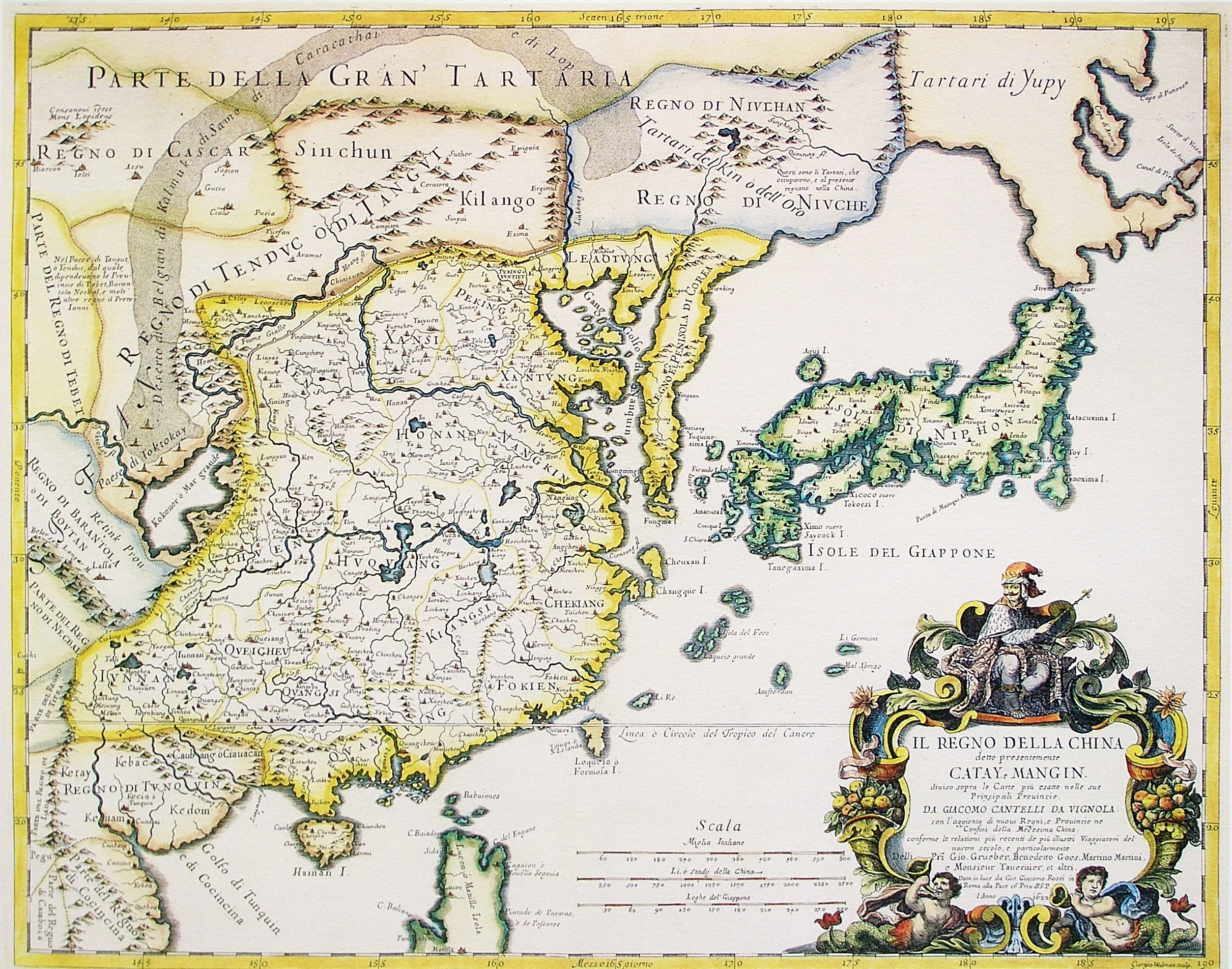
Mapa de Catay y Mangin en italiano

Catay es el nombre que se dio en los relatos de Marco Polo a la región asiática que comprendía los territorios situados en las cuencas de los ríos Yangtsé y Amarillo, en la actualidad, parte de China. Deriva del nombre de los khitan o kitán, grupo que dominaba el norte de China durante la época en la que, según su relato, Polo habría visitado el país. Actualmente, es considerado como un nombre arcaico y literario de China.

## Progresión etimológica
Abajo se muestra cómo evolucionó la palabra hasta convertirse en Catay a medida que era aceptada por la cultura occidental:
- Uigur: Hyty
- Mongol/Mongol clásico: Hyatad(Хятад)/ Kitad
- Tártaro (Rusia central): Qıtay
- Ruso: Kitai (Китай)
- Latín medieval: Cataya, Kitai
- Italiano: Catai
- Gallego: Catai
- Portugués: Cataio
- Catalán: Catai
- Inglés: Cathay
- Español: Catay